# Nowiszki (obwód włodzimierski)
Nowiszki (ros. Новишки) – wieś (dieriewnia) w Rosji, w obwodzie włodzimierskim, w rejonie gorochowieckim. W 2010 liczyła 89 mieszkańców.